# Santa Marinella

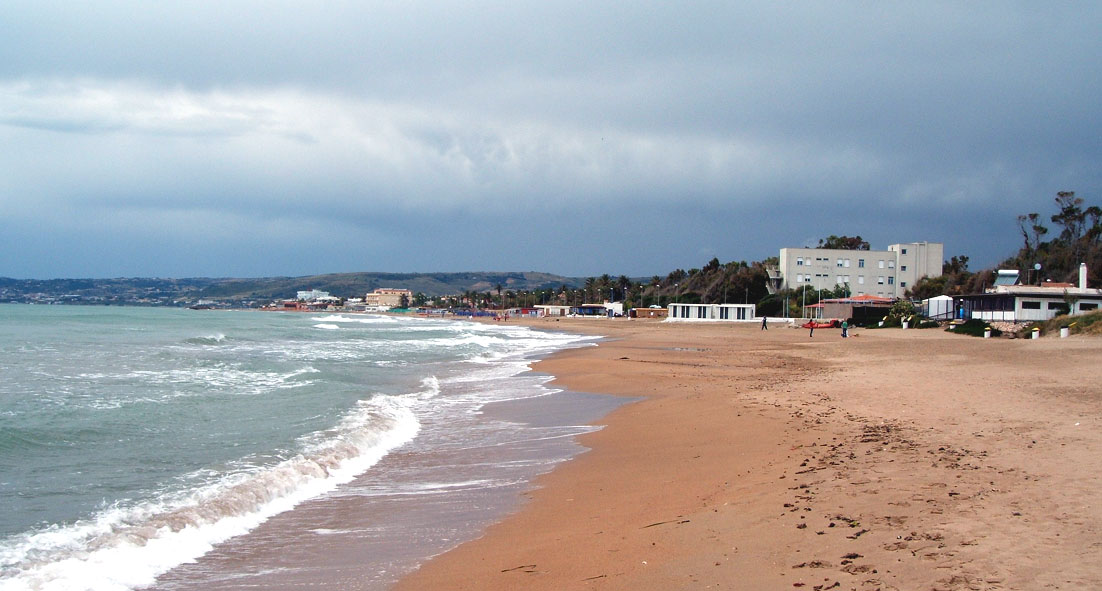
Spiaggia de Santa Marinella

Santa Marinella és un municipi (Comune di Santa Marinella) dins la ciutat metropolitana de Roma Capital a la regió de Lazio a Itàlia, es troba an uns 60 km al nord-oest de Roma. L'any 2008 tenia 17.643 habitants
Inclou la zona de platja de Santa Severa (l'antiga Pyrgi), i un castell medieval.

## Història
En temps antics, Santa Marinella era la seu del balneari romà anomenat Aquae Caeretanae.

## Cultura
L'actriu Ingrid Bergman i el director Roberto Rossellini hi tenien una villa.
El grup gypsy punk, Gogol Bordello també van fer una cançó titulada "Santa Marinella" sobre el temps que hi va passar Eugene Hutz abans de migrar a Amèrica com van fer molts altres jueus d'origen rus.

## Ciutats agermanades
- Limanu, Romania